# Brachytarsina asellisci
Brachytarsina asellisci är en tvåvingeart som beskrevs av Maa och Marshall 1981. Brachytarsina asellisci ingår i släktet Brachytarsina och familjen lusflugor.
Artens utbredningsområde är Vanuatu. Inga underarter finns listade i Catalogue of Life.